# Le ciel s'est trompé
Pour plus de détails, voir Fiche technique et Distribution.
Le ciel s'est trompé (Chances Are) est un film américain réalisé par Emile Ardolino, sorti en 1989.

## Synopsis
Louis Jeffries va fêter sa première année de mariage, malheureusement, il meurt dans un accident de la route et se réincarne dans le corps d'un autre, Alex Finch.

## Fiche technique
- Titre original : Chances Are
- Titre français : Le ciel s'est trompé
- Titre québécois : Lui, moi, elle et l'autre
- Réalisation : Emile Ardolino
- Scénario : Perry Howze, Randy Howze
- Direction artistique : J. Dennis Washington
- Décors : Robert R. Benton
- Costumes : Albert Wolsky
- Photographie : William A. Fraker
- Montage : Harry Keramidas
- Musique : Maurice Jarre
- Production :  Mike Lobell
  - Production exécutive : Neil A. Machlis, Andrew Bergman
  - Production associée : Leslie Benziger
- Société de production : TriStar Pictures
- Société de distribution : TriStar Pictures (USA)
- Budget : 16 000 000 $ US[1]
- Pays de production :  États-Unis
- Langue originale : anglais
- Format : Couleur (Metrocolor) – 35 mm – 1,85:1 – son  Dolby stéréo
- Genre : Comédie romantique et fantastique
- Durée : 108 minutes
- Dates de sortie : 
  - États-Unis : 10 mars 1989
  - France : 9 août 1989

## Distribution
- Robert Downey Jr. (VF : Jean-Philippe Puymartin) : Alex Finch
- Cybill Shepherd (VF : Annie Sinigalia) : Corinne Jeffries
- Ryan O'Neal (VF : Hervé Bellon) : Philip Train
- Mary Stuart Masterson (VF : Rafaèle Moutier) : Miranda Jeffries
- Christopher McDonald (VF : Michel Papineschi) : Louis Jeffries
- Josef Sommer (VF : Michel Bardinet) : Juge Fenwick
- Fran Ryan (VF : Liliane Gaudet) : Mavis Talmadge
- Marc McClure (VF : Lionel Henry) : Richard
- James Noble (VF : Georges Berthomieu) : Dr Bailey
- Henderson Forsythe (VF : Jean Berger) : Ben Bradlee
- Joe Grifasi (VF : Georges Poujouly) : Omar
- Susan Ruttan (VF : Jeanine Forney) : Femme dans la librairie
- Mimi Kennedy : Sally
- Kathleen Freeman (VF : Nicole Vervil) : Mrs. Handy
- Dennis Patrick (VF : Jean-François Laley) : Archibald Blair
- Martin Garner : M. Zellerbach
- Gianni Russo : Anthony Bonino

## Distinctions

### Récompenses
- BMI Film and TV Awards 1990 : Meilleure chanson pour un film

### Nominations
- Golden Globes 1990 : Meilleure chanson originale
- Oscars 1990 : Meilleure chanson originale